# جایزه جینی
جایزه جینی (به انگلیسی: Genie Awards) جوایزی است که برای شناختن بهترین‌های سینمای کانادا از سوی آکادمی سینما و تلویزیون کانادا برگزار می‌شود. آکادمی سینما و تلویزیون کانادا مؤسسه حرفه‌ای غیرانتفاعی ملی است که به ارتقاء، شناسایی و تجلیل از دستاوردهای استثنایی صنعت فیلم و تلویزیون کانادا می‌پردازد. این آکادمی در سال ۱۹۸۰ میلادی ایجاد شد.

## جوایز
- بهترین تصویر متحرک
- بهترین هنرپیشه مرد نقش اول
- بهترین هنرپیشه زن نقش اول
- بهترین هنرپیشه مرد نقش مکمل
- بهترین هنرپیشه زن نقش مکمل
- بهترین کارگردانی
- بهترین فیلمنامه غیراقتباسی
- بهترین فیلمنامه اقتباسی
- بهترین فیلمبرداری
- بهترین کارگردانی هنری، طراحی تولید
- بهترین طراحی لباس
- بهترین تدوین
- بهترین صدابرداری
- بهترین تدوین صدا
- بهترین موسیقی - ترانه غیراقتباسی
- بهترین موسیقی - موسیقی متن غیراقتباسی
- بهترین فیلم مستند
- بهترین فیلم کوتاه نمایشی
- بهترین انیمیشن کوتاه
- جایزه کلود جوترا
- جایزه طلایی
- جایزه ویژه برای برجسته‌ترین طراحی گریم
- جایزه ویژه جینی